# エンガディン地方

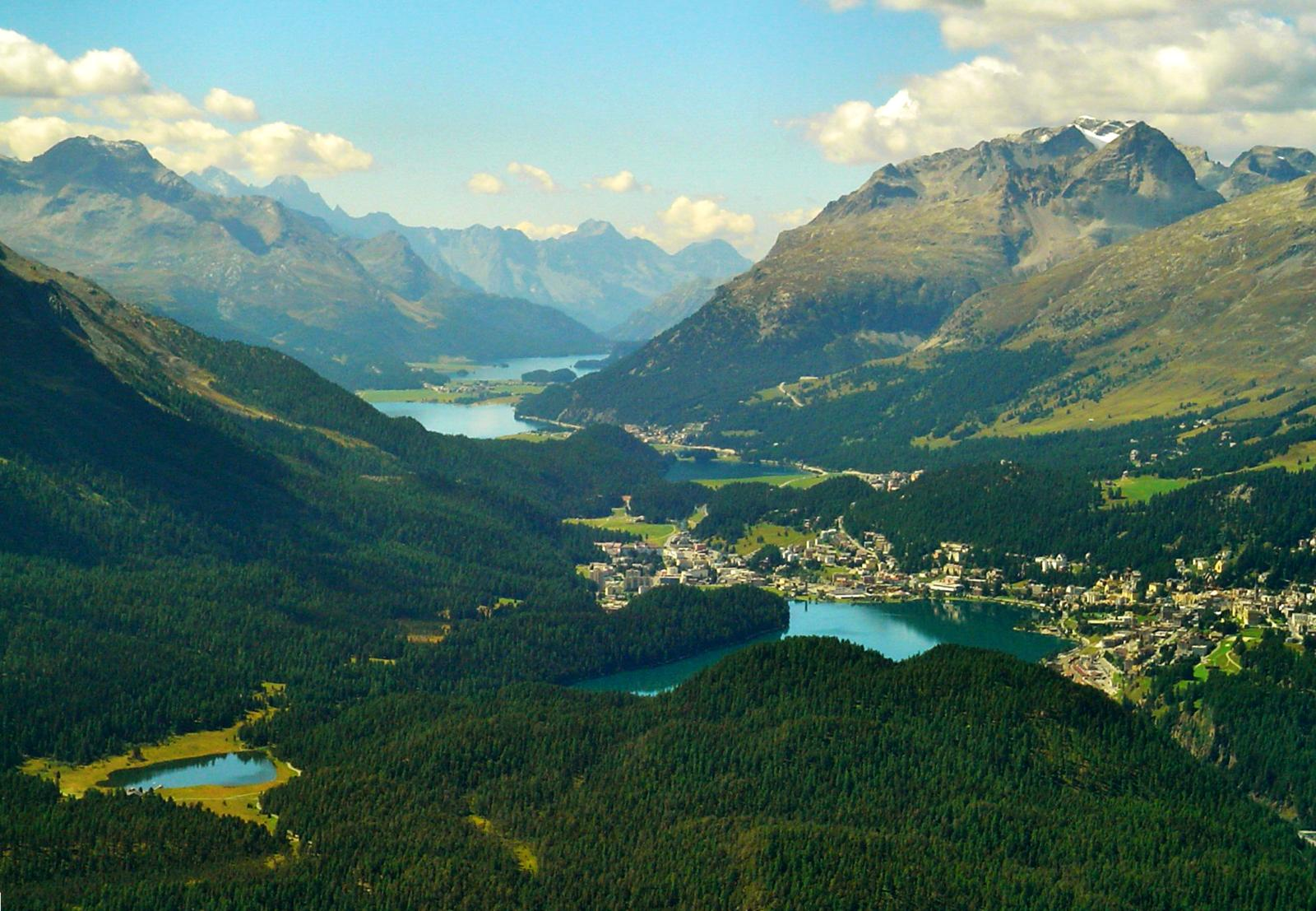
エンガディンの風景

エンガディン（ドイツ語: Engadin、イタリア語: Engdina、ロマンシュ語: Engiadina）は、スイス南東部・グラウビュンデン州の地方名。イン川上流部の谷筋を指し、おおむねマローヤ郡、イン郡の範囲にあたる。主要都市はサンモリッツ。
イン川が源を発するマローヤ峠付近のマローヤから、北東のオーストリア国境に至るまで、およそ約100キロに及ぶ谷である。

## 名称
エンガディンという地名は、この地方で話されるスイスの公用語のひとつのロマンシュ語で「イン川の庭」を意味する。イン川はドナウ川にその末端を注ぐ支川のひとつで、マローヤ峠付近の山々を源流に、シルス湖、シルヴァプラーナ湖、チャンプフェー湖、サン・モリッツ湖の4つの湖を経てオーストリア国境に向かう。

## 地理

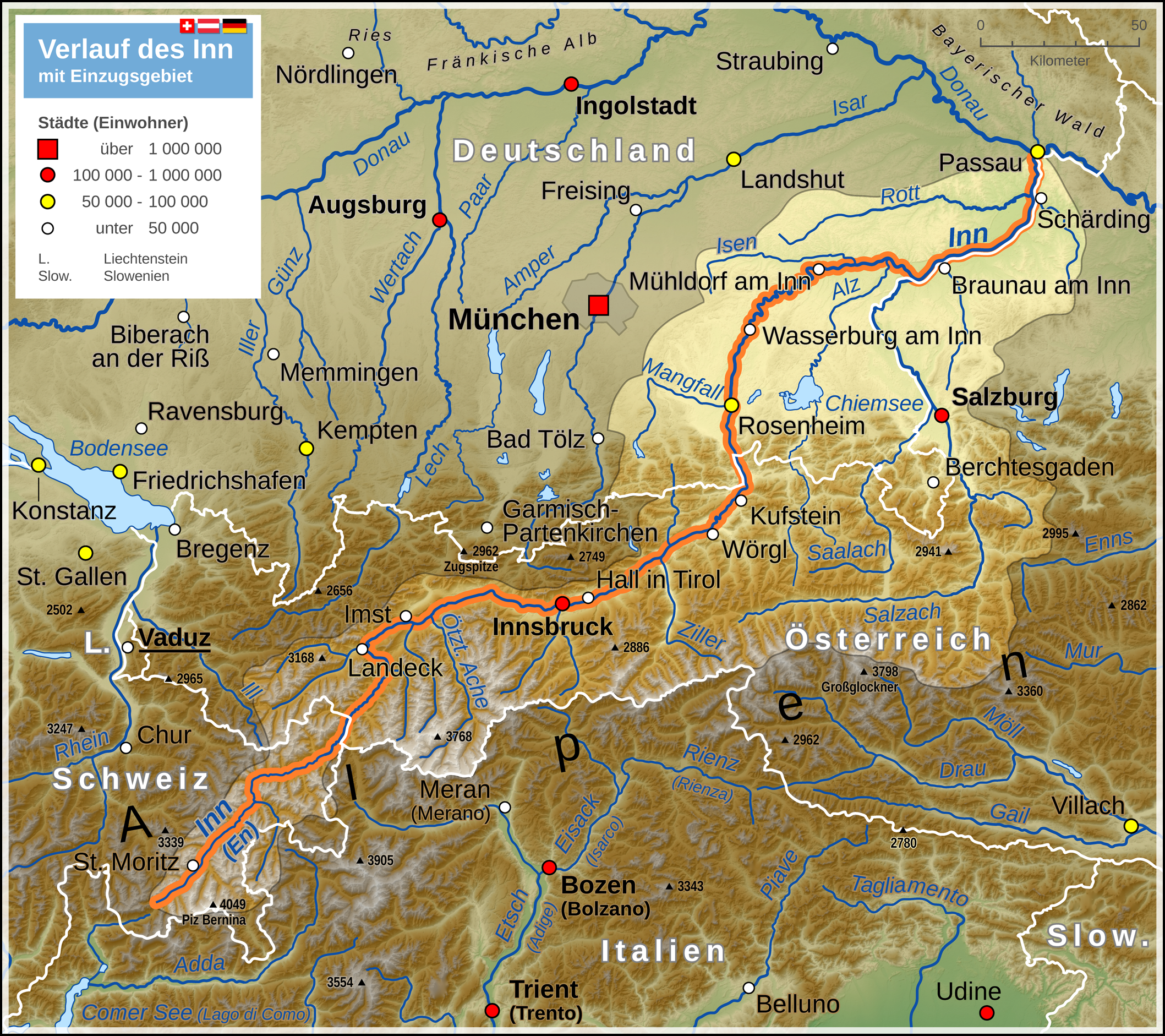
スイス・オーストリア・ドイツを流れドナウ川に注ぐイン川。イン川流域のうち上流部のスイス領内が「エンガディン」の名で呼ばれる

エンガディン地方は二つのエリアに分かれ、イン川の上流にあたる南側をオーバーエンガディン、下流にあたる北側をウンターエンガディンと呼ぶ。
オーバーエンガディンは、マローヤ峠付近の村、マローヤからツェルネッツまでのエリア。国際的に有名な山岳リゾート地、サン・モリッツをはじめ、シルス、シルヴァプラーナ、ポントレジーナ、サメーダン、ツォーツなどの村がある。ウンターエンガディンはツェルネッツからオーストリア国境までのエリアで、スパリゾートとして知られるシュクオールやグアルダなどの村がある。
エンガディン地方の村の多くは標高1800ｍ前後のイン川沿いに点在しており、ベルニナ山系を中心とする山々に囲まれている。紀元前からの古い歴史と独特の文化が受け継がれており、厚い壁に小さな窓、スグラフィット技法で描かれた幾何学文様やフレスコ画で壁が飾られた美しい家々が特徴となっている。
エンガディン地方の主な産業は観光業。冬はスキー、夏はハイキングや湖でのウォータースポーツが盛んに行われている。スイス最大の私鉄、レーティッシュ鉄道と路線バスがエンガディン各地の村を結んでいる。ジョヴァンニ・セガンティーニ、フリードリヒ・ニーチェ、ヘルマン・ヘッセなど、エンガディンに惹き寄せられた芸術家や文人も多い。

## アクセス
エンガディン地方を代表するリゾート地、サン・モリッツへのアクセスは、チューリヒから列車で約4時間（途中クールで乗換え）。ツェルマットからグレッシャー・エクスプレスで約8時間。ルガーノから定期路線バスのパーム・エクスプレスで約4時間。ミラノから約6時間（途中ティラーノ乗換え）。